# Karl Zay
Karl Zay (auch Carl; * 8. Juli 1754 in Arth; † 15. Mai 1816 in Schwyz) war ein Schweizer Arzt und Politiker.

## Leben
Zay stammte aus einem Landleutegeschlecht, das auf einen 1353 erwähnte Jost Zay zurückgeführt werden kann. Sein Vater war der Arzt Johann Karl Jakob Zay (1721–1795). Er absolvierte die Gymnasialklassen am Jesuitenkolleg in Luzern, bevor er sich von 1779 bis 1781 Studium der Medizin an den Universitäten von Strassburg und Basel widmete. Das Studium schloss er mit der Promotion zum Dr. med. ab. Bereits während seines Studiums widmete er sich der Politik. In den Jahren 1779, 1785 und 1786 war er Gesandter des Standes Schwyz an Jahrrechnungstagsatzungen im Tessin und im Gaster.
In seine Heimat zurückgekehrt, wurde er 1786 Schwyzer Ratsherr und 1798 Mitglied des Kriegsrats. In der Zeit der Helvetik übernahm er von den Jahren 1798 und 1799 das Amt eines Kantonsrichters im neuen Kanton Waldstätten. In den Jahren 1801 bis 1808 war er Tagsatzungsgesandter und ausserdem im Jahr 1802 Sekretär des ersten Landammanns der Schweiz Alois von Reding in Bern, der allerdings noch im selben Jahr gestürzt wurde. In der Folge war er Teilnehmer der Helvetischen Consulta in Paris. Von dort zurückgekehrt wurde er 1803 Säckelmeister des Kanton Schwyz und daneben Präsident der Schwyzer Verfassungskommission. 1808 gab er das Säckelmeisteramt ab. Danach war er von 1809 bis 1811 Landesstatthalter.
Zay ist neben seiner politischen Tätigkeit als Chronist des Goldauer Bergsturzes bekannt. Im sogenannten Schuttbuch hielt er mit einer Beschreibung nebst Karten die Ereignisse fest. Er selbst soll den Bergsturz nicht miterlebt haben, da er zu dieser Zeit in Schwyz weilte, liess sich aber durch Augenzeugen, das Ereignis detailliert beschreiben.
Zay war ab 1781 mit Maria Katharina von Weber verheiratet, der Tochter des Offiziers Franz Dominik von Weber. Er war damit Schwager des Politikers Franz Xaver von Weber. Zays Akte wird daher heute im Familienarchiv von Weber im Staatsarchiv Bern aufbewahrt. Aus der Ehe mit Weber ging der Politiker Karl von Zay hervor. In zweiter Ehe war er ab 1808 mit Katharina Ab Yberg verheiratet. Durch diese Heiraten soll er sein Vermögen deutlich ausgebaut haben.

## Werke
- Karl Zay: Goldau und seine Gegend, wie sie war und was sie geworden ist. Neuauflage. Cantina-Verlag, Goldau 2006.